# أسماك البازلت
أسماك البازلت (الاسم العلمي: Grammatidae)، فصيلة أسماك صغيرة من شعاعيات الزعانف التي وضعت سابقًا في رتبة الفرخيات ولكن تعتبر الآن من ضمن السلسلة الفرعية أوفالينتارية في الفرع الحيوي مشابهات الفرخيات. توجد في المناطق الاستوائية الغربية للمحيط الأطلسي.